# Hartz Chicken
A Hartz Chicken (também conhecida como Hartz Chicken Buffet e Hartz Krispy Chicken 'N' Rolls) é uma cadeia americana de restaurantes de fast food especializada em frango frito. A empresa fornece mais de 60 locais no Texas, principalmente em torno da Região Metropolitana de Houston, e na Malásia, bem como um restaurante em Shreveport, Luisiana.

## História
W. Lawrence Hartzog Sr., que era amigo do Coronel Sanders do KFC, fundou a Hartz Chicken sob a égide da Hartzog Inc. em 1972. Abriu um total de 45 unidades, 13 das quais eram propriedade da empresa e 32 das quais eram franquiadas, no Texas, Mississippi, Alabama e Geórgia.
Em 1964, Hartzog abriu a primeira loja Hart's Fried Chicken em Mobile, Alabama. Em 1972, vendeu todas as suas lojas KFC, padarias e a sua empresa de equipamento para restaurantes à empresa-mãe KFC. Devido à concorrência entre as lojas Hart's e as lojas franquiadas KFC em Mobile, Wayne Johnson, cunhado de Hartzog e vice-presidente das operações de restauração da sua empresa, comprou a operação de Mobile à empresa-mãe KFC. Desde então, o Harts tem sido gerido por três gerações da família Johnson e é um dos mais antigos restaurantes familiares em Mobile, Alabama, com cinco estabelecimentos na zona.
Em 1986, vendeu o lote a uma filial recém-formada da AJP Enterprises, a Hartz Chicken Inc.
A cadeia iniciou a sua expansão internacional com uma loja na Malásia sob o nome Hartz Chicken Buffet. No final da década de 1990, a marca abriu lojas em Jacarta, na Indonésia, e em Xangai, na China, ambas encerradas mais tarde.
Entre 1986 e julho de 1994, a cadeia foi gerida por George N. Samaras (CEO/Diretor) sob a Hartz Chicken International Co. que se dissolveu voluntariamente em 13 de julho de 1994. Depois de transferir a cadeia para a Hartz Restaurant International Inc., a Hartz Restaurants International Inc. e a Gemini Investors Inc. formaram a Wingstop Holdings, Inc. em 2003 e adquiriram a Wingstop ao seu fundador, Antonio Swad. A Wingstop foi vendida ao Roark Capital Group em 2010. A cadeia chegou a abrir na Indonésia no início da década de 2000, mas foi encerrada algures antes de 2009.
Em 2018, a Hartz Franchise Restaurants, Ltd nomeou a AVVA Agency como a sua agência criativa de referência. A agência começou a catalogar os ativos existentes, a desenvolver a presença online e campanhas criativas para a marca. A primeira tarefa da AVVA Agency envolveu a criação e execução de nova publicidade na loja, em linha e impressa para promover um conjunto de novos menus e produtos.